# Leukostaza
Leukostaza (ang. leukostasis) – zaburzenie przepływu krwi w mikrokrążeniu związane z leukocytozą powyżej 100000/μl (czyli zablokowanie drobnych naczyń krwionośnych spowodowane zbyt dużą ilością leukocytów).
Charakteryzuje się nieprawidłową agregacją leukocytów. Najczęściej obserwowana u pacjentów z białaczką. Zwykle objawy są związane z zaburzeniem krążenia w płucach i mózgu. Zaburzenia mikrokrążenia powodują lokalną hipoksemię i krwotoki. Wymaga intensywnego leczenia cytoredukcyjnego i/lub leukaferezy.

## Objawy
- zaburzenia czynności ośrodkowego układu nerwowego: zaburzenia świadomości, zaburzenia widzenia, ból głowy
- hipoksemia (wskutek zaburzenia przepływu krwi w naczyniach płucnych)
- priapizm